# Орлов, Николай Александрович
Никола́й Алекса́ндрович Орло́в (1855 — 1929) — русский генерал от инфантерии, военный писатель и теоретик, пионер воздухоплавания.

## Биография
Родился 8 апреля 1855 года в семье Александра Алексеевича Орлова и Анны Никифоровны (ур. Манцевой), происходил из дворян Московской губернии; получил воспитание во 2-й Московской военной гимназии и Михайловском артиллерийском училище. По окончании курса 7 августа 1874 года поступил на службу в чине подпоручика в 13-ю артиллерийскую бригаду, 9 декабря 1876 года произведён в поручики.
В составе 13-й артиллерийской бригады Орлов принял участие в Русско-турецкой войне 1877—1878 гг., за отличие был 26 декабря 1877 года произведён в штабс-капитаны и в 1878 году награждён орденом св. Станислава 3-й степени.
11 октября 1878 года выдержал экзамен и был зачислен в Николаевскую академию Генерального штаба, за отличные успехи в науках 22 апреля 1881 года был произведён в капитаны; по окончании курса наук в академии в 1881 году был назначен на службу в Петербургский военный округ. Затем, 18 декабря того же года, последовало назначение старшим адъютантом штаба 1-го армейского корпуса с переводом в Генеральный штаб. Старшим адъютантом штаба гвардейского корпуса назначен 22 августа 1882 года. Одновременно преподавал в Павловском военном училище и Пажеском корпусе и входил в состав редакции «Энциклопедии военных и морских наук».
11 октября 1884 года назначен сначала младшим, а затем старшим делопроизводителем канцелярии военно-учёного комитета главного штаба; 24 марта 1885 года произведён в подполковники и 30 августа 1889 года получил чин полковника.
4 июня 1892 года назначен экстра-ординарным профессором Николаевской академии Генерального штаба; ординарным профессором той же академии назначен 15 декабря 1894 года. В генерал-майоры произведён 6 декабря 1899 года, а 5 августа 1900 года назначен командующим Забайкальской казачьей пешей бригадой.
Участвовал в походе 1900 года при усмирении беспорядков в Китае в качестве начальника Хайларского отряда. Одержал победу над ихэтуаньскими и монгольскими контингентами и станции Онгуни. Получил Высочайший выговор за неисполнение возложенного на него поручения по устройству этапной линии между Цицикаром и Хайларом (вместо этого Орлов двинул свой отряд к Гирину вслед отряду генерала Ренненкампфа).
Затем до 21 сентября 1904 года командовал 51-й пехотной резервной бригадой и 54-й пехотной дивизией.
Участник русско-японской войны 1904—1905 годов. С 21 октября 1904 по 11 января 1906 года находился в распоряжении Главнокомандующего на Дальнем Востоке. В Ляоянском сражении командовал сводным отрядом Восточной группы генерала А. А. Бильдерлинга, который в условиях полнейшей неясности обстановки и многочисленных взаимоисключающих друг друга приказов вышестоящего командования выдержал трудное многочасовое сражение с превосходящими силами 1-й японской армии генерала Куроки, понёс значительные потери; после боя именно Орлова обвинили в поражении, а войска под его командованием — в бегстве, которого на самом деле не было. В этом сражении сам Орлов был ранен и контужен. В ноябре 1904 года исполнял должность дежурного генерала 1-й Маньчжурской армии. 25 сентября 1905 года был произведён в генерал-лейтенанты.
11 января 1906 года назначен начальником 3-й пехотной дивизии, с 22 сентября 1910 года командовал 12-й пехотной дивизией.
С начала Первой мировой войны — командир 8-го армейского корпуса, 12 декабря 1914 года произведён в генералы от инфантерии (со старшинством от 30 августа). 10 ноября 1914 года награждён Георгиевским оружием. С 16 декабря 1914 г. числится в резерве чинов при штабе Киевского военного округа. 7 мая 1915 года уволен от службы по болезни. После установления Советской власти и отмены пенсионного обеспечения военнослужащим, был вынужден преподавать в трудовой школе № 110 на Миргородской 16. Умер 13 февраля 1929 года.
Состоял действительным членом Исторического общества при Императорском Санкт-Петербургском университете и Императорского русского технического общества. Приобретя себе популярность талантливого военного писателя, обогатившего русскую военную литературу целым рядом изданных своих сочинений, Н. А. Орлов считался редким лектором по военному искусству. Его лекции о генералиссимусе Суворове во время суворовских торжеств 1899 г. привлекали массу слушателей, и в печати много говорилось об этих талантливых сообщениях. По возвращении с театра военных действий в Маньчжурии с именем бесстрашного героя, доброго начальника, Н. А. Орлов прочёл в военном собрании армии и флота интересную лекцию о событиях на Дальнем Востоке. Однако Н. А. Орлов потрудился не только на поприще военной истории. В 1886 г. на манёврах под Брест-Литовском он командовал воздухоплавательным парком и поместил в «Инженерном Журнале» отчёт об этих действиях, послуживших основанием к организации полевых воздухоплавательных парков. Затем он в течение 10 лет состоял членом комиссии по воздухоплаванию и в 1887 г. в «Инженерном Журнале» описал полевое воздухоплавание и устройство воздухоплавательных отделений. Затем им была выпущена книга «О тактике воздушных шаров». Н. А. Орлов совершил много свободных полётов и один замечательный полёт за границей из Парижа в Амьен. Кроме того, он первый предложил в России снабжение полевых воздухоплавательных парков водородом в сжатом виде в стальных газоприёмниках-баллонах.

## Награды
- Орден Святого Станислава 3-й степени (1878)
- Орден Святой Анны 3-й степени (1882)
- Орден Святого Станислава 2-й степени (1885)
- Орден Святой Анны 2-й степени (1888)
- Орден Святого Владимира 4-й степени (1892)
- Орден Святого Владимира 3-й степени (1896)
- Орден Святого Станислава 1-й степени (1903)
- Орден Святой Анны 1-й степени (1908)
- Орден Святого Владимира 2-й степени (1912)
- Георгиевское оружие (1914)

## Избранная библиография
- Гвардейские егеря при Павле Петровиче. — СПб., 1896.
- Забайкальцы в Маньчжурии. Очерки из похода Хайларского отряда в Китае в 1900 г. — СПб., 1901.
- История Лейб-гвардии Егерского полка 1796—1896 гг. — СПб., 1896.
- [militera.lib.ru/h/orlov/index.html Итальянцы в Абиссинии. 1870—1896 гг. (Стратегический очерк).] — СПб., 1897.
- [militera.lib.ru/science/orlov/index.html О тактике воздушных шаров. (Военное воздухоплавание).] — СПб., 1892.
- Осенний поход 1813 г. — СПб., 1893.
- Очерк тактики кавалерии по иностранным уставам. — СПб., 1898.
- Поход Суворова в 1799 г. По запискам Грязева. — СПб., 1898.
- Суворов. Разбор военных действий Суворова в Италии в 1799 г. — СПб., 1892.
- Суворов на Треббии в 1799 году. — СПб., 1895
- Съёмки во французских войсках. — Варшава, 1899
- Штурм Измаила Суворовым в 1790 году. — СПб., 1890
- Штурм Праги Суворовым в 1794 году. — СПб., 1894
- Элементарная тактика. Артиллерия. — СПб., 1898.
- Элементарная тактика. Пехота. — СПб., 1897.

Под редакцией Н. А. Орлова изданы:
- Левицкий Н. Справочная книжка по тактике. — СПб.: В. Березовский, 1897.
- Дуроп К. Н. Учебник тактики. — СПб.: В. Березовский, 1896.
- Устав полевой воздухоплавательной службы.
- Краткое описание материальной службы воздухоплавательных отделений.